# Stefano Ales
Stefano Ales (Roma, 1948) è un saggista italiano.

## Biografia
Studioso di storia militare è autore di opere dedicate all'ordinamento, al vestiario e all'equipaggiamento dell'esercito piemontese e italiano, per conto del Museo della Guardia di Finanza, degli Uffici Storici dello Stato Maggiore dell'Esercito e dello Stato Maggiore della Difesa, nonché della Rivista Militare, di cui cura la rubrica Uniformi. Oltre alla collaborazione con riviste specializzate nel costume militare e civile, ha curato numerosi testi inerenti alle uniformi, di cui ha seguito anche la parte iconografica.

## Opere
- L'esercito nel Regno Italico (Intergest, Milano 1974)
- L'esercito delle Due Sicilie. Uniformi equipaggiamento armamento (Intergest ,MIlano 1975)
- Il soldato italiano dell'800 nell'opera di Quinto Cenni (a cura di)(Rivista Militare, Roma 1984)
- Le uniformi del Regio Esercito Italiano 1898-1902 (a cura di)(Rivista Militare, Roma 1986)
- L'Armata Sarda della Restaurazione 1814-1831, insieme a Massimo Fiorentino (USSME, Roma 1987)
- L'Armata Sarda e le Riforme Albertine 1831-1842, insieme a Massimo Brandani (USSME, Roma 1987)
- Le Regie Truppe Sarde 1750-1773, insieme a Massimo Brandani (E.M.I., Milano 1989)
- Le Regie Truppe Sarde 1775-1814, insieme a Massimo Brandani (USSME, Roma 1989)
- Dall'Armata Sarda all'Esercito Italiano 1843-1861 (USSME, Roma 1990)
- La Guardia Nazionale Italiana 1861-1876 (USSME, Roma 1994)
- Insegne Militari Preunitarie Italiane (USSME, Roma 2001)
- Le uniformi e i distintivi del Corpo Truppe Volontarie italiane in Spagna 1936-1939, insieme a Andrea Viotti (USSME, Roma 2004)
- Il cappello alpino. Dalle origini ai nostri giorni (USSME, Roma 2005)
- Uniformi, Cultura e Società. Storia dell'Esercito Italiano attraverso l'evoluzione del costume nazionale, insieme a Piero Crociani (Irradiazioni, Roma 2007)
- Struttura, Uniformi e Distintivi dell'Esercito Italiano 1946-1970, insieme ad Andrea Viotti (USSME, Roma 2007)
- Bandiere, stendardi, labari e gagliardetti dei Corpi militari dello Stato, insieme a Franco dell'Uomo e collaborazione di Giovanni Cecini (USSME, Roma 2008)
- Il copricapo della cavalleria italiana dal 1861 al 1943 (USSME, Roma 2008)
- Il Regno di Sardegna nelle guerre napoleoniche e le legioni anglo-italiane: (1799-1815), Invorio, Widerholdt Freres, 2008 (con Piero Crociani e Virgilio Ilari)
- Dalla Guardia doganale alla Regia Guardia di finanza, 1862-1908. Struttura, uniformi e distintivi del Corpo della Guardia di finanza, insieme ad Andrea Viotti (Museo della GdF, Roma 2011)
- L'età del grigio-verde 1909-1932. Struttura, uniformi e distintivi del Corpo della Guardia di Finanza, insieme ad Andrea Viotti (Museo della GdF, Roma 2012)
- Il Corpo di spedizione italiano in Cina, CISM, Roma 2012
- L'Italia in guerra 1933-1946. Struttura, uniformi e distintivi del Corpo della Guardia di finanza, insieme ad Andrea Viotti (Museo della GdF, Roma 2013)
- Il Corpo Fanteria Real Marina 1861-1878, CISM, Roma 2014
- Il primo Esercito Italiano 1861-1870, 2 voll., insieme ad Andrea Viotti (USSME, Roma 2020)
- L'Esercito Italiano e le riforme di Cesare Ricotti Magnani 1870-1878, insieme ad Andrea Viotti (USSME, Roma 2023)
- La Repubblica 1946-2021. Struttura, uniformi e distintivi del Corpo della Guardia di Finanza insieme ad Andrea Viotti (Museo della GdF, Roma 2023)

| Controllo di autorità | VIAF (EN) 3615095 · ISNI (EN) 0000 0000 5511 927X · SBN CFIV021391 · LCCN (EN) nr89018411 · GND (DE) 131786024 · BNF (FR) cb12730705x (data) |